# Roccasecca dei Volsci
Roccasecca dei Volsci település Olaszországban, Lazio régióban, Latina megyében. Lakosainak száma 1043 fő (2023. január 1.). Roccasecca dei Volsci Amaseno, Priverno, Prossedi és Sonnino községekkel határos.

## Népesség
A település lakossága az elmúlt években az alábbi módon változott:
| Lakosok száma | 1127 | 1150 | 1043 |
|               | 2017 | 2018 | 2023 |